# Team17
Team17 Group plc es una empresa desarrolladora de videojuegos británica con sede en Wakefield, Inglaterra. La empresa fue creada en diciembre de 1990 mediante la fusión del editor británico 17-Bit Software y el desarrollador sueco Team 7. En ese momento, las dos compañías estaban compuestas y dirigidas por Michael Robinson, Martyn Brown y Debbie Bestwick, y Andreas Tadic, Rico Holmes y Peter Tuleby, respectivamente. Bestwick más tarde se convirtió y actualmente se desempeña como director ejecutivo de Team17. Después de su primer juego, Full Contact (1991) para Amiga, el estudio siguió con múltiples lanzamientos número uno en esa plataforma, y tuvo un gran éxito con Worms de Andy Davidson en 1995, la franquicia resultante de la cual sigue siendo de la compañía, producción de desarrollo primario, habiendo desarrollado más de 20 nuevas entradas en el mismo.
A través de una compra realizada por Bestwick por parte de la gerencia, tanto Robinson como Brown abandonaron Team17 en 2010, dejando a Bestwick como único administrador. En 2013, Team17 inició una empresa editorial centrada en los juegos independientes, que desde entonces ocupa su propia oficina en Nottingham. El primer juego para lanzar de esta empresa fue Light (2013). Tras una gran inversión de Lloyds Development Capital en septiembre de 2016, Team17 buscó la expansión corporativa a través de varias acciones, incluida la adquisición de Moldy Toof Studios, desarrollador de Team 17 -publicado The Escapists (2015), y la contratación de varios nuevos empleados clave. En mayo de 2018, la compañía publicó su oferta pública inicial y se convirtió en una empresa pública cotizada en el mercado de inversiones alternativas, valorada en alrededor de £ 230 millones de libras esterlinas. Team17 actualmente emplea a 140 personas en sus dos oficinas.

## Juegos

### Juegos desarrollados
| Año  | Título                                 | Plataforma(s) | Editor(es)                                                  |
| ---- | -------------------------------------- | --- | ----------------------------------------------------------- |
| 1991 | Full Contact                           | Amiga | Team17                                                      |
| 1991 | Alien Breed                            | Amiga, Amiga CD32, Android, iOS, MS-DOS, PlayStation 3, PlayStation Vita                                                                          | Team17, MicroLeague                                         |
| 1992 | Project-X                              | Amiga, Amiga CD32, MS-DOS | Team17                                                      |
| 1993 | Alien Breed II: The Horror Continues   | Amiga, Amiga CD32 | Team17                                                      |
| 1993 | Superfrog                              | Amiga, Amiga CD32, MS-DOS | Team17                                                      |
| 1993 | Body Blows                             | Amiga, MS-DOS | Team17                                                      |
| 1994 | Arcade Pool                            | Amiga, Amiga CD32, MS-DOS | Team17                                                      |
| 1994 | Body Blows Galactic                    | Amiga | Team17                                                      |
| 1994 | Apache                                 | Amiga | Team17                                                      |
| 1994 | Alien Breed: Tower Assault             | Amiga, Amiga CD32, MS-DOS | Team17                                                      |
| 1994 | Ultimate Body Blows                    | Amiga, Amiga CD32, MS-DOS | Team17                                                      |
| 1995 | Kingpin: Arcade Sports Bowling         | Amiga, Amiga CD32, MS-DOS | Team17                                                      |
| 1995 | Worms                                  | Amiga, Amiga CD32, Atari Jaguar, Classic Mac OS, Game Boy, MS-DOS, PlayStation, Sega Mega Drive, Sega Saturn, Super Nintendo Entertainment System | Ocean Software                                              |
| 1995 | Alien Breed 3D                         | Amiga, Amiga CD32 | Ocean Software                                              |
| 1996 | Alien Breed 3D II: The Killing Grounds | Amiga | Ocean Software                                              |
| 1996 | World Rally Fever''                    | MS-DOS | Ocean Software                                              |
| 1996 | X2                                     | PlayStation | Ocean Software                                              |
| 1997 | Worms: The Director's Cut              | Amiga | Ocean Software                                              |
| 1997 | Worms 2                                | Microsoft Windows | Team17, MicroProse                                          |
| 1998 | Addiction Pinball                      | Microsoft Windows, PlayStation | MicroProse, Infogrames                                      |
| 1999 | Arcade Pool II                         | Microsoft Windows | MicroProse                                                  |
| 1999 | Phoenix]                               | Microsoft Windows | Hasbro Interactive, Team17                                  |
| 1999 | Worms Armageddon                       | Dreamcast, Microsoft Windows, PlayStation | Hasbro Interactive, Team17                                  |
| 1999 | Worms Pinball                          | Microsoft Windows | Infogrames                                                  |
| 2001 | Worms World Party                      | Dreamcast, Gizmondo, Microsoft Windows | Titus Interactive, Team17                                   |
| 2001 | Stunt GP                               | Dreamcast. Microsoft Windows, PlayStation 2 | Eon Digital Entertainment, Titus Interactive                |
| 2002 | Worms Blast                            | GameCube, macOS, Microsoft Windows, PlayStation 2                                                                                                 | Ubi Soft, Feral Interactive                                 |
| 2003 | Worms 3D                               | GameCube, macOS, Microsoft Windows, PlayStation 2                                                                                                 | Sega, Feral Interactive                                     |
| 2004 | Worms Forts: Under Siege               | Microsoft Windows, PlayStation 2, Xbox | Sega                                                        |
| 2005 | Worms 4: Mayhem                        | Microsoft Windows, PlayStation 2, Xbox | Codemasters, Majesco Entertainment                          |
| 2006 | Worms: Open Warfare                    | Nintendo DS, PlayStation Portable | THQ                                                         |
| 2006 | Lemmings                               | PlayStation 2, PlayStation 3, PlayStation Portable                                                                                                | Sony Computer Entertainment                                 |
| 2006 | Army Men: Major Malfunction            | PlayStation 2, Xbox | Global Star Software                                        |
| 2007 | Worms                                  | iOS, PlayStation 3, Xbox 360 | Microsoft Game Studios, Sony Computer Entertainment, Team17 |
| 2007 | Worms: Open Warfare 2                  | Nintendo DS, PlayStation Portable | THQ                                                         |
| 2008 | Worms: A Space Oddity                  | Wii | THQ                                                         |
| 2009 | Worms 2: Armageddon                    | Android, iOS, PlayStation 3, Xbox 360 | Team17                                                      |
| 2009 | Leisure Suit Larry: Box Office Bust    | Microsoft Windows, PlayStation 3, Xbox 360 | Funsta                                                      |
| 2009 | Alien Breed Evolution                  | Xbox 360 | Team17                                                      |
| 2010 | Worms Reloaded                         | Linux, macOS, Microsoft Windows | Team17                                                      |
| 2010 | Alien Breed: Impact                    | Microsoft Windows, PlayStation 3 | Team17                                                      |
| 2010 | Alien Breed 2: Assault                 | Microsoft Windows, PlayStation 3, Xbox 360 | Team17                                                      |
| 2010 | Alien Breed 3: Descent                 | Microsoft Windows, PlayStation 3, Xbox 360 | Team17                                                      |
| 2010 | Worms: Battle Islands                  | PlayStation Portable, Wii | Team17, THQ                                                 |
| 2011 | Worms Ultimate Mayhem                  | Microsoft Windows, PlayStation 3, Xbox 360 | Team17                                                      |
| 2011 | Worms Crazy Golf                       | iOS, macOS, Microsoft Windows, PlayStation 3 | Team17                                                      |
| 2012 | Worms Revolution                       | Microsoft Windows, PlayStation 3, Xbox 360 | Team17                                                      |
| 2013 | Superfrog HD                           | Android, iOS, Linux, macOS, Microsoft Windows, PlayStation 3, PlayStation Vita                                                                    | Team17                                                      |
| 2013 | Worms Clan Wars                        | Linux, macOS, Microsoft Windows | Team17                                                      |
| 2013 | Worms 3                                | Android, iOS, macOS | Team17                                                      |
| 2014 | Worms Battlegrounds                    | PlayStation 4, Xbox One | Team17                                                      |
| 2014 | (R)evolve                              | iOS | Team17                                                      |
| 2014 | Flockers                               | Android, iOS, Linux, macOS, Microsoft Windows, PlayStation 4, Xbox One                                                                            | Team17                                                      |
| 2015 | Worms World Party Remastered           | Microsoft Windows | Team17                                                      |
| 2015 | Worms 4                                | Android, iOS | Team17                                                      |
| 2015 | The Escapists: The Walking Dead        | Linux, macOS, Microsoft Windows | Team17                                                      |
| 2016 | 10 Minute Tower                        | Microsoft Windows | Sega                                                        |
| 2016 | Worms W.M.D                            | Linux, macOS, Microsoft Windows, Nintendo Switch, PlayStation 4, Xbox One                                                                         | Team17                                                      |
| 2017 | The Escapists 2                        | Linux, macOS, Microsoft Windows, Nintendo Switch, PlayStation 4, Xbox One                                                                         | Team17                                                      |

### Juegos publicados
| Year | Title                                               | Platform(s)                                                                      | Developer(s)                                |
| ---- | --------------------------------------------------- | -------------------------------------------------------------------------------- | ------------------------------------------- |
| 1992 | Assassin                                            | Amiga                                                                            | Psionic Systems                             |
| 1993 | F17 Challenge                                       | Amiga                                                                            | Holodream Software                          |
| 1993 | Qwak                                                | Amiga                                                                            | Jamie Woodhouse                             |
| 1993 | Overdrive                                           | Amiga, MS-DOS                                                                    | Psionic Systems                             |
| 1993 | Silverball                                          | MS-DOS                                                                           | Digital Extremes, Epic MegaGames            |
| 1994 | Super Stardust                                      | Amiga, Amiga CD32                                                                | Bloodhouse                                  |
| 1995 | ATR: All Terrain Racing                             | Amiga, Amiga CD32                                                                | Jamie Woodhouse                             |
| 1996 | The Speris Legacy                                   | Amiga, Amiga CD32                                                                | Binary Emotions                             |
| 1997 | Profits Warning                                     | MS-DOS                                                                           | Bubball Systems                             |
| 1998 | Nightlong: Union City Conspiracy                    | Amiga, Microsoft Windows                                                         | Trecision                                   |
| 2013 | Light                                               | Linux, macOS, Microsoft Windows                                                  | Just a Pixel                                |
| 2014 | Hay Ewe                                             | iOS                                                                              | Rocket Rainbow                              |
| 2014 | Schrödinger's Cat and the Raiders of the Lost Quark | Linux, macOS, Microsoft Windows, PlayStation 4, Xbox One                         | Italic Pig                                  |
| 2015 | The Escapists                                       | Android, iOS, Linux, macOS, Microsoft Windows, PlayStation 4, Xbox 360, Xbox One | Mouldy Toof Studios                         |
| 2015 | LA Cops                                             | Linux, macOS, Microsoft Windows, PlayStation 4, Xbox One                         | Modern Dream                                |
| 2015 | Beyond Eyes                                         | Linux, macOS, Microsoft Windows, PlayStation 4, Xbox One                         | Tiger & Squid                               |
| 2015 | Overruled!                                          | Linux, macOS, Microsoft Windows, PlayStation 4, Xbox One                         | Dlala Studios                               |
| 2015 | Penarium                                            | Linux, macOS, Microsoft Windows, PlayStation 4, Xbox One                         | Self Made Miracle                           |
| 2016 | Sheltered                                           | Linux, macOS, Microsoft Windows, PlayStation 4, Xbox One                         | Unicube                                     |
| 2016 | Not a Hero: Super Snazzy Edition                    | Xbox One                                                                         | Roll7                                       |
| 2016 | OlliOlli2: XL Edition                               | Xbox One                                                                         | Roll7                                       |
| 2016 | Overcooked                                          | Microsoft Windows, Nintendo Switch, PlayStation 4, Xbox One                      | Ghost Town Games                            |
| 2016 | Lethal VR                                           | Microsoft Windows, PlayStation 4                                                 | Three Fields Entertainment                  |
| 2017 | Yooka-Laylee                                        | Linux, macOS, Microsoft Windows, Nintendo Switch, PlayStation 4, Xbox One        | Playtonic Games                             |
| 2017 | Aven Colony                                         | Microsoft Windows, PlayStation 4, Xbox One                                       | Mothership Entertainment                    |
| 2017 | Interplanetary: Enhanced Edition                    | Microsoft Windows                                                                | Team Jolly Roger                            |
| 2018 | Forged Battalion (early access)                     | Microsoft Windows                                                                | Petroglyph                                  |
| 2018 | Raging Justice                                      | macOS, Microsoft Windows, Nintendo Switch, PlayStation 4, Xbox One               | MakinGames                                  |
| 2018 | My Time at Portia (early access)                    | Microsoft Windows, Nintendo Switch, PlayStation 4, Xbox One                      | Pathea Games                                |
| 2018 | Yoku's Island Express                               | Microsoft Windows, Nintendo Switch, PlayStation 4, Xbox One                      | Villa Gorilla                               |
| 2018 | Overcooked 2                                        | Microsoft Windows, Nintendo Switch, PlayStation 4, Xbox One                      | Ghost Town Games, Team17                    |
|      | Genesis Alpha One                                   | Microsoft Windows, PlayStation 4, Xbox One                                       | Radiation Blue                              |
|      | Sword Legacy: Omen                                  | Microsoft Windows                                                                | Firecast Studio, Fableware Narrative Design |
|      | Mugsters                                            | macOS, Microsoft Windows, Nintendo Switch, PlayStation 4, Xbox One               | Reinkout Games                              |
|      | Planet Alpha                                        | Microsoft Windows, Nintendo Switch, PlayStation 4, Xbox One                      | Planet Alpha ApS                            |

- Datos: Q1384984